# 2487 Juhani
A 2487 Juhani (ideiglenes jelöléssel 1940 RL) a Naprendszer kisbolygóövében található aszteroida. Heikki A. Alikoski fedezte fel 1940. szeptember 8-án, Turkuban.